# Hans Abraham (Gewichtheber)
Hans Abraham (* 20. Januar 1886; † 14. Dezember 1963) war ein deutscher Gewichtheber.

## Werdegang
Hans Abraham wuchs in Nürnberg auf und schloss sich, nachdem er vorher geturnt hatte, mit 16 Jahren dem 1. Athletik-Club Nürnberg-Steinbühl an, aus dem dann der AC Sandow Nürnberg entstand. Mit 20 Jahren erreicht er die deutsche und europäische Spitzenklasse und war ab 1907 auf vielen Heberbühnen Europas am Start. Durch die Teilnahme am Ersten Weltkrieg, in dem er verwundet wurde, wurde seine Laufbahn unterbrochen. Nach dem Krieg blieb er bis in das hohe Alter hinein sportlich aktiv und errang noch sechs deutsche Meistertitel in den Altersklassen. Von Beruf war Hans Abraham Former.

## Internationale Erfolge
(WM = Weltmeisterschaft, EM = Europameisterschaft, DK = Dreikampf, bestehend aus einarmigem Reißen links, einarmigem Reißen rechts und beidarmigem Stoßen, VK1 = Vierkampf, bestehend aus einarmigem Reißen links, einarmigem Reißen rechts, beidarmigem Drücken und beidarmigem Stoßen, VK2 = Vierkampf, bestehend aus einarmigem Reißen, einarmigem Stoßen, beidarmigem Drücken und beidarmigem Stoßen, FK = Fünfkampf, bestehend aus einarmigem Reißen, einarmigem Stoßen, beidarmigem Reißen, Drücken und Stoßen, Mi = Mittelgewicht, HS = Halbschwergewicht, Abraham wog allerdings bei allen Wettkämpfen um die 80 kg. Die Bezeichnung der Gewichtsklassen schwankte damals noch.)
- 1907, 1. Platz, Meisterschaft der Länder der böhmischen Krone in Prag, Mi;
- 1907, 3. Platz, WM in Frankfurt am Main, hinter Andreas Lutz und Johann Formberger (beide Deutschland);
- 1909, 1. Platz, EM in Dresden, VK2, Mi, mit 305 kg;
- 1909, 2. Platz, EM in Wien hinter Johann Eibel (Österreich);
- 1910, 1. Platz, WM in Düsseldorf, VK1, HS, mit 375 kg (70-70-105-130), vor Karl Ackermann (Deutschland) und Rudolf Oswald (Österreich);
- 1911, 1. Platz, WM in Dresden, VK2, HS, mit 402,5 kg (72,5-100-110-120), vor Beertye Berculon (Niederlande) und August Stubner (Österreich);
- 1911, 1. Platz, EM in Leipzig, DK, HS, mit 270 kg (65-70-135);
- 1913, 2. Platz, WM in Breslau hinter Leopold Hennermüller und vor Josef Buchegger (beide Österreich);
- 1914, 1. Platz, EM in Wien, VK1, HS, mit 402,5 kg (70-72,5-120-140), vor Hennermüller;
- 1914, 1. Platz, Baltische Spiele in Malmö.

## Erfolge bei deutschen Meisterschaften
(Anm.: 1910, 1911 und 1914 wurden keine deutschen Meisterschaften ausgetragen.)
- 1909, 2. Platz in Bonn, VK1, Mi, mit 359,5 kg (68,5-70-95-126), hinter Andreas Lutz, Nürnberg, 364,5 kg;
- 1912, 1. Platz in Frankfurt am Main, FK, Mi, mit 492,5 kg (75-100-105-87,5-125), vor Hartmann, Weingarten, 460 kg und Hausmann, Frankfurt, 447,5 kg;
- 1913, 1. Platz in Kassel, FK, Mi, mit 500 kg (77,5-100-102,5-90-130), vor Göbl, Kassel, 442,5 kg und Stahl, Ladenburg, 437,5 kg.

## Quelle
Fachzeitschrift Athletik

## Bestleistungen
- einarmiges Reißen: 80 kg,
- einarmiges Stoßen: 107,5 kg,
- beidarmiges Reißen: 92,5 kg,
- beidarmiges Drücken: 120 kg,
- beidarmiges Stoßen: 140 kg.

| Personendaten    | Personendaten          |
| ---------------- | ---------------------- |
| NAME             | Abraham, Hans          |
| KURZBESCHREIBUNG | deutscher Gewichtheber |
| GEBURTSDATUM     | 20. Januar 1886        |
| STERBEDATUM      | 14. Dezember 1963      |